# Kopula (valószínűségszámítás)
A kopula a valószínűségszámításban egy függvény, ami különböző valószínűségi változók peremeloszlásai és közös eloszlása között állít fel kapcsolatot. Segítségével szabadabban lehet modellezni a valószínűségi változók közötti kapcsolatot, mint korrelációval.

## Definíció
A kopula egy {\displaystyle C\colon [0,1]^{n}\rightarrow [0,1]} többváltozós eloszlásfüggvény, melynek egydimenziós peremeloszlásai egyenletes eloszlásúak {\displaystyle [0,1]}-ben. Ez a következőket jelenti:
- {\displaystyle C} többváltozós eloszlásfüggvény, így:

- {\displaystyle \forall u\in [0,1]^{n}\colon \min\{u_{1},\dotsc ,u_{n}\}=0\implies C(u)=0},
- {\displaystyle C} n-növekvő, azaz minden {\displaystyle R=\prod _{i=1}^{n}[x_{i},y_{i}]\subseteq [0,1]^{n}} téglán a C-térfogat nemnegatív, {\displaystyle V_{C}\left(R\right):=\sum _{\mathbf {z} \in \prod _{i=1}^{n}\{x_{i},y_{i}\}}(-1)^{N(\mathbf {z} )}C(\mathbf {z} )\geq 0}, ahol {\displaystyle N(\mathbf {z} ):=|\{k\mid z_{k}=x_{k}\}|},

- {\displaystyle C} egydimenziós peremeloszlásai egyenletesek a {\displaystyle [0,1]} intervallumon: {\displaystyle \forall j\in \{1,\dotsc ,n\},u=(u_{1},...,u_{n})\in \{1\}^{j-1}\times [0,1]\times \{1\}^{n-j}\colon C(u)=u_{j}}.

Az utolsó követelmény motivációja a következő: Egy rögzített {\displaystyle n\in \mathbb {N} } számra az {\displaystyle X_{1},X_{2},\ldots ,X_{n}} tetszőleges folytonos {\displaystyle F_{X_{i}},\;i\in \{1,2,\dotsc ,n\}}  eloszlású valószínűségi változók esetén  {\displaystyle F_{X_{i}}(X_{i})} egyenletes eloszlású az {\displaystyle [0,1]} intervallumon.

## Sklar tétele
A továbbiakban {\displaystyle {\overline {\mathbb {R} }}:=\mathbb {R} \cup \{-\infty ,+\infty \}} a valós számok kiterjesztése.
Legyen {\displaystyle F:{\overline {\mathbb {R} }}^{n}\rightarrow [0,1]} {\displaystyle n}-dimenziós eloszlásfüggvény, az {\displaystyle F_{1},\ldots ,F_{n}:{\overline {\mathbb {R} }}\rightarrow [0,1]} egydimenziós peremeloszlásokkal. Ekkor van egy {\displaystyle n}-dimenziós {\displaystyle C} kopula, hogy minden {\displaystyle (x_{1},\ldots ,x_{n})\in {\overline {\mathbb {R} }}^{n}\ } esetén 
{\displaystyle F(x_{1},x_{2},\ldots ,x_{n})=C\left(F_{1}\left(x_{1}\right),\ldots ,F_{n}\left(x_{n}\right)\right).}
Ha minden {\displaystyle F_{i}} folytonos, akkor a kopula egyértelmű.

## Fréchet-Hoeffding-korlátok
Minden  {\displaystyle n}-változós {\displaystyle C} kopulára teljesülnek az 
- {\displaystyle C(u_{1},\ldots ,u_{n})~\geq ~\max \left\{\sum \limits _{i=1}^{n}{u_{i}}+1-n,~0\right\}~=:~W(u_{1},\ldots ,u_{n})}

és az
- {\displaystyle C(u_{1},\ldots ,u_{n})~\leq ~\min\{u_{1},\ldots ,u_{n}\}~=:~M(u_{1},\ldots ,u_{n})}

korlátok.
A felső {\displaystyle M} korlát szintén kopula, az alsó {\displaystyle W} viszont csak {\displaystyle n=2} esetén.

## Példák
A legegyszerűbb kopula a függetlenségi kopula:
{\displaystyle C(u_{1},\ldots ,u_{n})=\prod \limits _{i=1}^{n}u_{i}=u_{1}\cdot \ldots \cdot u_{n}}.
A kopula szerinti eloszlás {\displaystyle U_{1},\ldots ,U_{n}} valószínűségi változók függetlenségét jelzi. Jelben: {\displaystyle (U_{1},\ldots ,U_{n})\sim C}
A felső Fréchet-Hoeffding-korlát is kopula:
{\displaystyle C(u_{1},\ldots ,u_{n})=\min _{i=1,\ldots ,n}u_{i}}.
Tökéletes pozitív összefüggést ír le.
Az alsó Fréchet-Hoeffding-korlát kétváltozós esetben kopula:
{\displaystyle C(u_{1},u_{2})=\max\{u_{1}+u_{2}-1,0\}}.
Két valószínűségi változó tökéletes negatív összefüggését írja le.
A normális vagy Gauß-kopula definiálható a normális eloszlás eloszlásfüggvényével, amit itt {\displaystyle F(\cdot )} jelöl. A
{\displaystyle C(u_{1},u_{2})=F_{2}(F^{-1}(u_{1}),F^{-1}(u_{2}),\rho )\,}
kopula azt jelzi, hogy {\displaystyle F_{2}(\cdot ,\cdot ,\rho )} két standard normális eloszlású valószínűségi változó közös eloszlása, {\displaystyle \rho } korrelációs együtthatóval. Ha a {\displaystyle \rho =0,5} együtthatóval generálunk pontokat, akkor a szögfelező mentén fognak koncentrálódni.
A Gumbel-kopula definíciójához exponenciális függvényt és logaritmust használnak:
{\displaystyle C_{\lambda }(u_{1},u_{2})=\exp \left(-\left(\left(-\ln u_{1}\right)^{\lambda }+\left(-\ln u_{2}\right)^{\lambda }\right)^{1/\lambda }\right)},
ahol {\displaystyle \lambda \geq 1} paraméter.
Ha eszerint generálunk pontokat, akkor az {\displaystyle (1,1)} pont körül fognak koncentrálódni.

## Arkhimédészi kopula
Az arkhimédészi kopulák a kopulák egy osztályát alkotják.
Legyen  {\displaystyle \varphi \colon [0,1]\rightarrow [0,\infty ]} folytonos, monoton csökkenő függvény, ahol  {\displaystyle \varphi (1)=0}. Jelölje ennek pszeudoinverzét {\displaystyle \varphi ^{[-1]}\colon [0,\infty ]\rightarrow [0,1]\ }, azaz
{\displaystyle \varphi ^{[-1]}(t):={\begin{cases}\varphi ^{-1}(t),&{\textrm {ha}}\ 0\leq t\leq \varphi (0)\\0&{\textrm {.}}\end{cases}}}
{\displaystyle \varphi } és {\displaystyle \varphi ^{[-1]}} segítségével definiálják a
{\displaystyle C\colon [0,1]^{2}\rightarrow [0,1],\quad C(u,v):=\varphi ^{[-1]}\left(\varphi \left(u\right)+\varphi \left(v\right)\right)}
kétváltozós függvényt. {\displaystyle C} akkor és csak akkor kopula, ha {\displaystyle \varphi } konvex. Ekkor {\displaystyle \varphi } a kopula generátora. {\displaystyle C} nyilván szimmetrikus, azaz {\displaystyle C(u,v)=C(v,u)} ha {\displaystyle u,v\in [0,1]}.
Gyakran használnak arkhimédészi kopulákat, mivel használatuk egyszerű. Néhány példa:
- Gumbel-kopula: Generátora az {\displaystyle \varphi (t)=(-\ln t)^{\lambda }} mfüggvény, ahol {\displaystyle \lambda \geq 1} paraméter.

Ezzel {\displaystyle \varphi ^{[-1]}(t)=\exp \left(-t^{\frac {1}{\lambda }}\right)} így a Gumbel-kopula {\displaystyle C_{\lambda }(u,v)} ahogy fent.
- Clayton-kopula: Generátora a {\displaystyle \varphi (t)={\frac {1}{\Theta }}\left(t^{-\Theta }-1\right)} függvény, ahol {\displaystyle \Theta >0}.

Ezzel {\displaystyle \varphi ^{[-1]}(t)=\left(\Theta \cdot t+1\right)^{-{\frac {1}{\Theta }}}} így a kétváltozós Clayton-kopula:
{\displaystyle C(u,v)=\left(u^{-\Theta }+v^{-\Theta }-1\right)^{-{\frac {1}{\Theta }}}}
- Frank-kopula: Generátora a {\displaystyle \varphi (t)=-\ln \left({\frac {e^{-\Theta \cdot t}-1}{e^{-\Theta }-1}}\right)} függvény, ahol {\displaystyle \Theta >0}.

## Szélsőértékkopula
Egy {\displaystyle C} kopula szélsőértékkopula, ha egy többváltozós szélsőérték-eloszlás kopulája. Azaz van egy {\displaystyle G} többváltozós szélsőérték-eloszlás, {\displaystyle G_{1},\dots ,G_{n}} egydimenziós peremeloszlásokkal, úgy, hogy {\displaystyle C(u_{1},\dots ,u_{n})=G(G_{1}^{-1}(u_{1}),\dots ,G_{n}^{-1}(u_{n}))}.
Egy {\displaystyle C} kopula akkor és csak akkor szélsőértékkopula, ha {\displaystyle \mathbf {0} \leq \mathbf {u} =(u_{1},\dots ,u_{n})^{T}\leq \mathbf {1} } és {\displaystyle t>0} esetén {\displaystyle C(u_{1}^{t},\dots ,u_{n}^{t})=C^{t}(u_{1},\dots ,u_{n})}.
Ha {\displaystyle C} szélsőértékkopula, és {\displaystyle G_{1},\dots ,G_{n}} egyváltozós szélsőérték-eloszlások, akkor {\displaystyle G((x_{1},\dots ,x_{n})^{T}):=C(G_{1}(x_{1}),\dots ,G_{n}(x_{n}))} is szélsőérték-eloszlás.

## Alkalmazások
Arra használják a kopulákat, hogy célzottan modellezzék az összefüggést különböző valószínűségi változók között, vagy következtessenek függetlenségükre. Így például hitelek kockázatosságát vizsgálják, hogy egyfajta hitel adósainak tömeges csődkockázatáról tegyenek kijelentéseket. Hasonlóan alkalmazzák a biztosításban is, a különféle káresetek együttes előfordulására, mint például árvíz és vihar okozta károkra. 

## Fordítás
Ez a szócikk részben vagy egészben  a   Copula (Mathematik) című német Wikipédia-szócikk fordításán alapul.  Az eredeti cikk szerkesztőit annak laptörténete sorolja fel. Ez a jelzés csupán a megfogalmazás eredetét és a szerzői jogokat jelzi, nem szolgál a cikkben szereplő információk forrásmegjelöléseként.